# Caribbomerus mexicanus
Caribbomerus mexicanus là một loài bọ cánh cứng trong họ Cerambycidae.